# Second Contribution
Albums de Shawn Phillips
Contribution
(1970) Collaboration
(1971)
Second Contribution est le 4e album studio de Shawn Phillips enregistré en 1970. Le disque est certifié platine par l'association RIAA.

## Publication

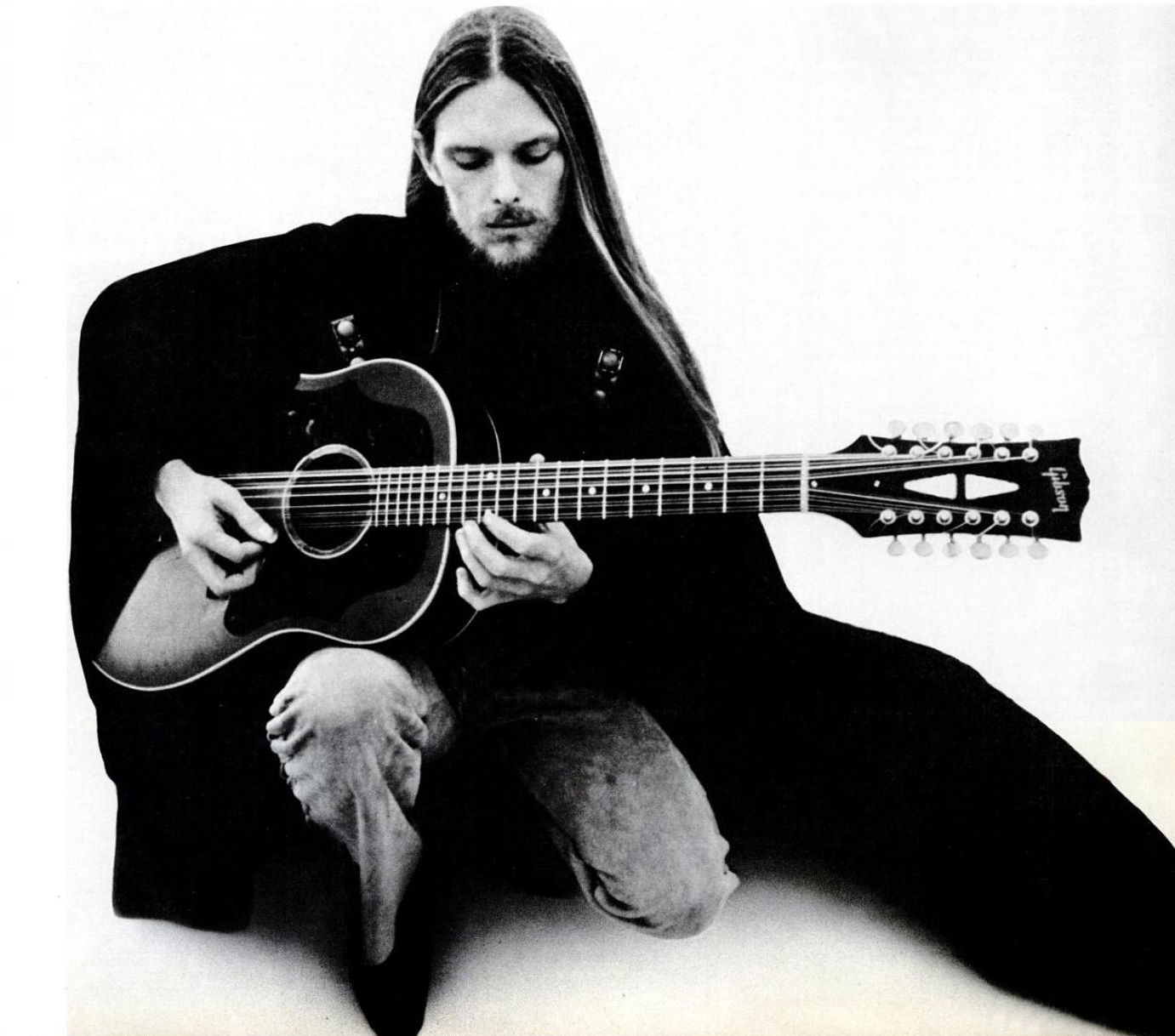
Shawn Phillips avec sa guitare 12 cordes Gibson.

À la suite de la publication de son album Contribution paru lui aussi en 1970, Phillips produit le second volume de ce qui devait être une trilogie. Les producteurs l'ayant contraint à réorganiser les chansons, il crée finalement cet album qui deviendra le plus connu, particulièrement en France où il fut longtemps le seul de son auteur à y être commercialisé sous forme de disque compact (chez A&M records en 1988).
Les quatre premières pièces de la face A de l'album forment une suite ininterrompue de près de quinze minutes construite comme un long crescendo. La première chanson, She Was Waiting For Her Mother At the Station in Torino and You Know I Love You Baby But It's Getting Too Heavy To Laugh, débute par la voix a cappella de Phillips et la dernière de cette suite, Song for Mr. C, s'achève avec un arrangement rock accompagné d'un orchestre de cordes et de cuivres. La face A se termine avec The Ballad of Casey Deiss, une pièce qu'on peut qualifier d'épique, qui fut l'un de ses plus grands succès. Elle raconte l'histoire d'un ami mort en forêt lorsque la foudre frappe la hache qu'il portait.
La seconde face de l'album est d'une tonalité plus folk et intimiste où plusieurs pièces sont aussi liées avec des segues. On y retrouve Remedial Interruption sur laquelle Phillips, accompagné seulement de sa guitare et d'un violoncelle, démontre l'étendue de son registre vocal. On entend aussi F Sharp Splendor, un arrangement instrumental pour violon et violoncelle signé Paul Buckmaster, compositeur et arrangeur qui a travaillé aussi avec, entre autres, Elton John, David Bowie et Miles Davis.

## Contenu de l'album
Toutes les chansons sont écrites et composées par Shawn Phillips, sauf F Sharp Splendor de Paul Buckmaster..
| No  | Titre | Durée |
| --- | --- | ----- |
| 1.  | She Was Waiting For Her Mother At the Station in Torino and You Know I Love You Baby But It's Getting Too Heavy To Laugh | 4:54  |
| 2.  | Keep On | 3:21  |
| 3.  | Sleepwalker | 1:32  |
| 4.  | Song for Mr. C | 3:49  |
| 5.  | The Ballad of Casey Deiss                                                                                                | 6:12  |
| 6.  | Song for Sagittarians | 3:43  |
| 7.  | Lookin' Up Lookin' Down                                                                                                  | 3:55  |
| 8.  | Remedial Interruption | 1:56  |
| 9.  | Whaz' Zat | 1:56  |
| 10. | Schmaltz Waltz | 1:44  |
| 11. | F Sharp Splendor (Paul Buckmaster)                                                                                       | 0:36  |
| 12. | Steel Eyes | 4:18  |

## Personnel
- Shawn Phillips : Guitare acoustique et électrique, chant
- Harvey Burns : Guitares
- Anello Capuano : Guitare
- Jim Cregan : Guitare
- Barry Dean : Basse
- Brian Odgers : Basse
- Reme Kabalka : Basse
- Gerry Salisbury : Basse, trompette, cornet
- Paul Buckmaster : Claviers, Violoncelle, arrangements orchestraux
- J. Peter Robinson : Claviers
- Ann Odell : Claviers
- John Michael Palmer : Claviers, piano, vibraphone
- Bruce Rowland : Batterie
- Harvey Burns : Batterie

## Production
- Jonathan Weston - Producteur
- Robin Geoffrey Cable - Ingénieur du son
- Ian Green - Arrangements sur (1)
- Mike Dowd - Direction artistique
- Sanders Nicholson - Photographies[1],[5]